# Strimstjärtad kolibri
Strimstjärtad kolibri (Eupherusa eximia) är en fågel i familjen kolibrier.

## Utseende
Strimstjärtad kolibri är en medelstor kolibri med rostfärgade vingpaneler och vitstrimmig stjärt, därav namnet. Hanen är glittrande grön, honan ljusgrå under med mindre vitt i stjärten.

## Utbredning och systematik
Strimstjärtad kolibri förekommer i Centralamerika. Den delas in i tre underarter med följande utbredning:
- Eupherusa eximia nelsoni – förekommer i fuktiga regnskogar i sydöstra Mexiko (Veracruz och Oaxaca)
- Eupherusa eximia eximia – förekommer från södra Mexiko (Chiapas) till Belize och norra Nicaragua
- Eupherusa eximia egregia – förekommer i högländer i Costa Rica och västra Panama

## Levnadssätt
Strimstjärtad kolibri hittas i bergstrakter i fuktiga städsegröna skogar och skuggiga kaffeplantage. Den födosöker mestadels i skogens lägre skikt, snabbt förflyttande mellan blommor. 

## Status och hot

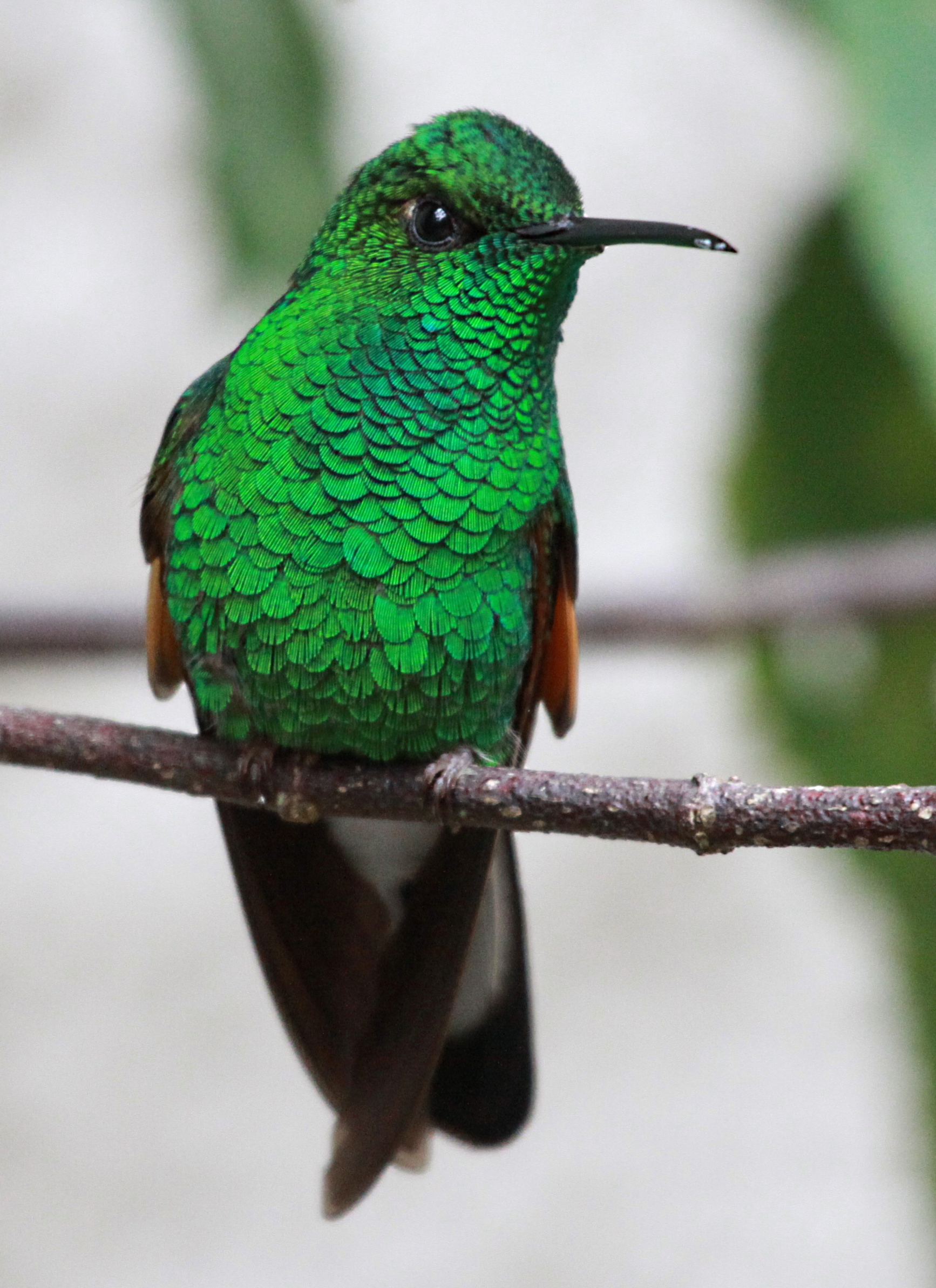

Arten har ett stort utbredningsområde, men tros minska i antal, dock inte tillräckligt kraftigt för att den ska betraktas som hotad. Internationella naturvårdsunionen IUCN listar arten som livskraftig (LC). Beståndet uppskattas till i storleksordningen 50 000 till en halv miljon vuxna individer.